# Furlansko-Julské Benátsko
Furlansko-Julské Benátsko (také Furlansko a Julské Benátsko, italsky Friuli-Venezia Giulia, furlansky Friûl-Vignesie Julie, slovinsky Furlanija-Julijska krajina, německy Friaul-Julisch Venetien) je autonomní region Itálie. V Itálii hraničí s Benátskem na západě, s Rakouskem na severu a se Slovinskem na východě. Jeho hlavním městem je Terst.

## Charakter regionu
Friuli-Venezia Giulia je stejně jako většina italských regionů přímořskou oblastí. Jeho území je na jihu u pobřeží nížinné, na severu jsou potom Alpy (Julské Alpy, Dolomity), dosahující nadmořské výšky až 3 000 metrů. V nížině je rozvinuté zemědělství i průmysl; hlavními průmyslovými centry jsou velká města (Terst, Udine, Gorizia, Pordenone).
Obyvatelé jsou hlavně Italové, existuje tu ale i slovinská a rakouská menšina. Kromě italštiny se tu pak mluví ještě furlanštinou, která patří mezi rétorománské jazyky.
Dopravní síť je zde velmi rozvinutá; všechna větší města jsou spojena dálnicemi i železnicí. V oblasti jsou také přímořská letoviska, mezi nejznámější patří např. Lignano Sabbiadoro.

## Historický přehled

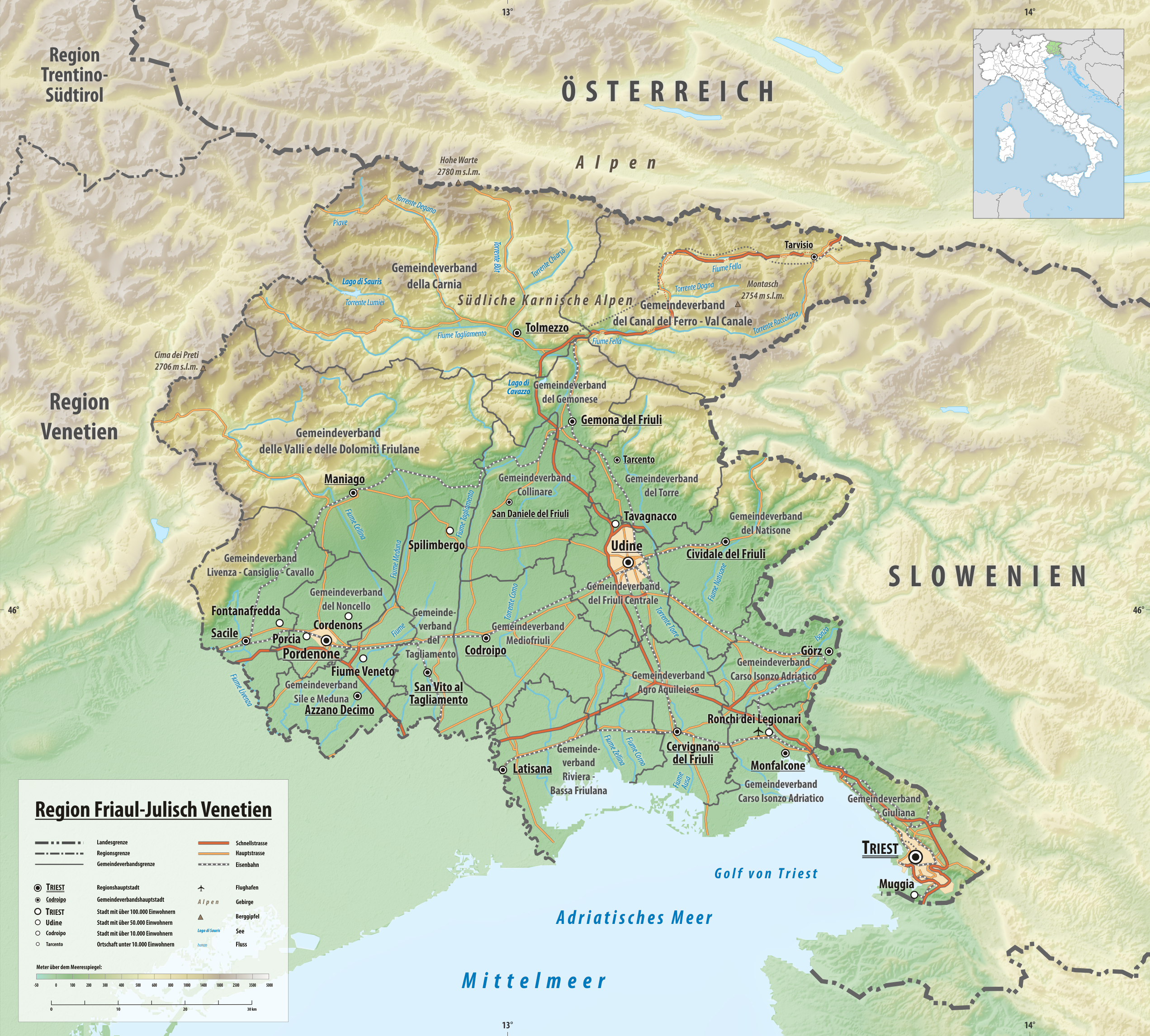
Mapa reliéfu autonomního regionu

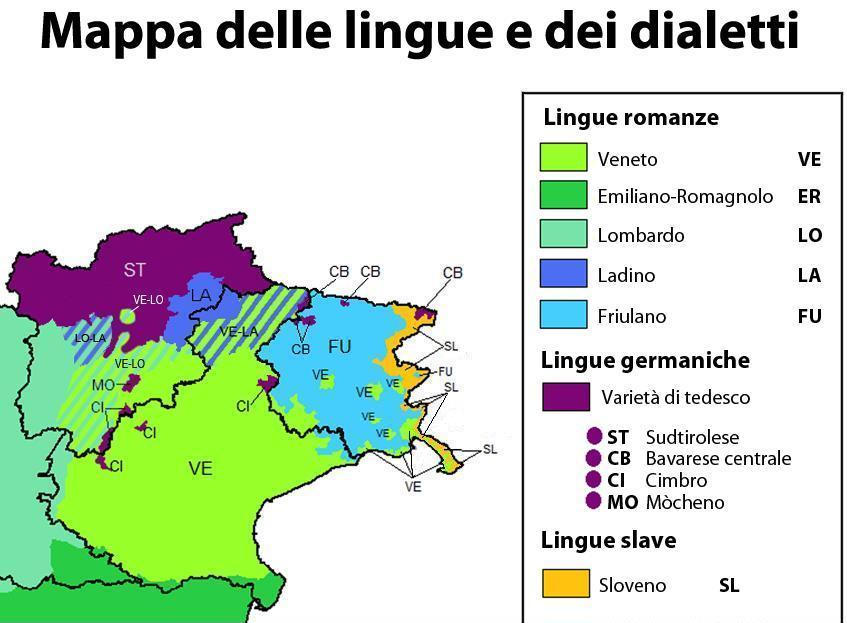
Jazyková situace v regionu Furlansko-Julské Benátsko, 2012)

Region se skládá z několika částí – Furlanska, k němu přiléhající nepatrné části historických Korutan a Kraňska; a Julského Benátska (italsky Venezia Giulia), které v současnosti zahrnuje bývalou „Zónu A“ Svobodného území Terstu (dnešní územní spolek obcí Guiliana).
Furlansko náleželo ze dvou třetin do roku 1797 k Benátské republice. Tato část od roku 1815 tvořila součást rakouské korunní země Lombardsko-benátské království, od roku 1866 pak byla součástí italské oblasti Venezia/Benátsko. Oblasti Gorické Furlansko a Julské Benátsko náležely do roku 1918 Rakousku-Uhersku, v jehož rámci byly spravovány jako Rakouské přímoří. Od konce roku 1918 do roku 1920 byla většina bývalého rakouského Přímoří a také část Dalmácie obsazena italským vojskem. Asi 2000 italských dobrovolníků vedených spisovatelem Gabrielem d'Annunzio se usadilo v Rijece (italsky Fiume), ale byli odtud po mezinárodních protestech vyhnáni italským válečným námořnictvem. Podle Saintgermainské mírové smlouvy pak Itálie 16. července 1920 získala celou Gorici a Gradišku, většinu poloostrova Istrie, město Terst a jeho okolí a západní část Kraňska. Gorice a Gradiška, Terst a část západního Kraňska se staly součástí provincie Udine; zatímco Istrie a zbytek západní části Kraňska součástí nově vytvořené provincie Pola (česky a chorvatsky Pula).
Obě provincie náležely k regionu Benátsko. 12. listopadu 1920 pak získala Itálie na základě Rapallské smlouvy také ostrovy Cres, Lošinj, jakož i malé ostrovy Ilovik, Male Srakane, Susak, Unije, Vele Srakane a Zeča, naopak musela předat většinu Dalmácie (z níž jí dočasně zůstal pouze Zadar s okolím a ostrovy Palagruža, Sušac a Lastovo s přilehlými ostrůvky) tehdejšímu Království Srbů, Chorvatů a Slovinců. Tato pro Itálii získaná území včetně malé části Dalmácie byla začleněna do provincie Pola. Roku 1923 byla provincie Udine rozdělena na provincie Furlansko (Friuli) a Terst (Trieste). Italská část Dalmácie byla vyčleněna jako nová provincie Zara (česky a chorvatsky Zadar). 16. března 1924 získala Itálie většinu území Svobodného státu Fiume-Rijeka včetně samotné Rijeky, která se spolu s východní částí provincie Pola stala novou provincií Fiume. Roku 1927 došlo ke vzniku provincie Gorice a roku 1935 pak k rozdělení Benátska na oblasti Venezia Euganea a Venezia Giulia e Zara (česky Julské Benátsko a Zadar), z nichž poslední (jejímž centrem byl Terst) zahrnovala provincie Fiume, Gorice, Pola, Trieste a Zara. Od roku 1937 se provincie Pola nazývala Istria.
Území celého moderního regionu Friuli-Venezia Giulia, Istrie a jihozápadní část Kraňska byly od 10. září 1943 do 1. května 1945 okupovány nacistickým Německem, které je v rámci celku Adriatisches Küstenland administrativně spojilo s Korutanskem. Terst s okolím pak byl od 1. května 1945 okupován vojsky Velké Británie, USA a Jugoslávie. Po druhé světové válce podepsala Itálie 10. února 1947 mírovou smlouvu, podle níž byla většina území oblasti „Julské Benátsko a Zadar“ začleněna do Jugoslávie. V rámci Jugoslávie byla rozdělena mezi Chorvatsko (Rijeka, provincie Zadar, a jižní a střední část někdejšího Markrabství Istrie a Slovinsko (severní část markrabství Istrie, většina území Gorice a Gradišky a téměř celá dříve italská část Kraňska). Zbytek Julského Benátska (bez Terstu) byl začleněn do italské oblasti Venezia Euganea. Od 15. září 1947 do roku 1954 byl pak vyčleněn jako „stát“ Svobodné území Terst existující pod mandátem Organizace spojených národů (OSN). Jeho území bylo rozděleno na dvě části: Zónu A, obsazenou jednotkami VB a USA, a Zónu B, obsazenou vojenskými jednotkami Jugoslávie. 11. května 1952 byla Zóna A navrácena do správy Itálie. Od 26. října 1954 je bývalé „Svobodné území Terst“ rozděleno mezi Itálii (celá Zóna A) a Jugoslávii (dnes Chorvatsko – jižní část Zóny B, a Slovinsko – severní část Zóny B).
Dne 31. ledna 1963 byla oblast Venezia Euganea rozdělena na Benátsko (italsky Veneto) a dnešní autonomní oblast Friuli-Venezia Giulia, zahrnující v té době provincie Gorice, Trieste a Udine (včetně území moderní provincie Pordenone, která se osamostatnila roku 1969).
Provincie Gorice, Trieste a Podenone byly v roce 2017 zrušeny. Ke zrušení zbývající provincie Udine došlo v následujícím roce 2018. V roce 2020 začaly fungovat úřady EDR Pordenone, EDR Gorizia, EDR Udine a EDT Terst, které svým územním působením kopírují zrušené provincie.